# Laktinye
Laktinye (macedónul: Лактиње) település Észak-Macedóniában, a Délnyugati körzet Debarcai járásában.

## Népesség
| Lakosok száma | 574  | 641  | 537  | 365  | 203  | 123  | 93   | 82   | 54   |
|               | 1948 | 1953 | 1961 | 1971 | 1981 | 1991 | 1994 | 2002 | 2021 |

2002-ben 82 lakosa volt, akik közül 81 macedón és 1 szerb.